# Ovarense Basquetebol
L'Ovarense Basquetebol és un club de basquetbol de la ciutat d'Ovar. És la secció de bàsquet del club AD Ovarense.

## Palmarès
- Lliga portuguesa de basquetbol: 5
  - 1987/1988, 1999/00, 2005/06, 2006/07, 2007/08

- Copa portuguesa de basquetbol: 3
  - 1988/89, 1989/90, 2008/09

- Supercopa portuguesa de basquetbol: 8
  - 1987/88, 1989/90, 1992/93, 1999/00, 2000/01, 2005/06, 2006/07, 2007/08

- Copa de la Lliga portuguesa de basquetbol: 3
  - 1991/92, 1996/97, 2000/01

- Torneig de Campions portuguès de basquetbol: 3
  - 2004/05, 2006/07, 2007/08